# 長尾信開流
長尾信開流（ながおしんかいりゅう）とは、氏家春樹行英が創始した武術の流派である。加賀藩で学ばれていた。

## 歴史
流祖は、加賀藩の氏家春樹行英である。長尾流を学んで創始した。

## 現在の長尾信開流
長尾信開流は総合武術であったが、現在は小太刀のみ伝わっている。
現在の伝承者は、石川県金沢市の武田清房（全日本剣道連盟居合道範士八段）である。

## 系譜
- 氏家春樹行英
  - 福田行光
    - 越野貞行

  - 福島保三郎靖堂
  - 安江与作
  - 越野貞行
    - 福久力松
      - 武田清房